# Tersilochus rossicus
Tersilochus rossicus är en stekelart som beskrevs av Horstmann 1981. Tersilochus rossicus ingår i släktet Tersilochus och familjen brokparasitsteklar. Inga underarter finns listade i Catalogue of Life.